# Suterranya (antic municipi)
|  | Aquest article és sobre l'antic municipi d'aquest nom. Per al poble, vegeu Suterranya. |

| \| ← \| 1812 — 1973 \| → \| |                    |   |
| Escut d'armes               |                    |   |
| Suterranya dins de Tremp    |                    |   |
| Període històric            | Edat Contemporània |   |
| • Creació del municipi      | 1812               |   |
| • Annexió a Tremp           | 1973               |   |
| Altitud                     | 551 m              |   |
| Superfície                  |                    |   |
| • 1970                      | 5,61 km2           |   |
| Població                    |                    |   |
| • 2006                      | 69                 |   |
| ←                           | 1812 — 1973        | → |

L'antic municipi de Suterranya perdé la seva independència municipal el 1973, quan fou afegit al terme municipal de Tremp, al final d'un procés començat tres anys abans, i que permeteren que el terme pallarès més petit, Tremp, incrementat amb els antics termes d'Espluga de Serra, Fígols de Tremp (o de la Conca), Gurp de la Conca, Palau de Noguera, Sapeira, Suterranya i Vilamitjana, es convertís en el de més extensió, del Pallars Jussà i de tot Catalunya.
Com la gran majoria d'ajuntaments catalans, es creà el 1812 amb la implantació dels ajuntaments moderns, fruit del desplegament de la Constitució de Cadis. El nombre d'habitants fou sempre suficient per mantenir la categoria municipal, fins que la perdé el 1973, com s'ha dit anteriorment.
Antigament tenia a orient i el nord el terme d'Orcau, al sud-est el de Figuerola d'Orcau, al sud el de Sant Serni, i a ponent, el de Vilamitjana. Les remodelacions de municipis dels anys setanta del segle XX han fet canviar les afrontacions; Isona i Conca Dellà en lloc d'Orcau i Figuerola d'Orcau, Gavet de la Conca en el lloc de Sant Serni i el mateix municipi de Tremp a ponent, ja que tant Vilamitjana com Suterranya s'hi van integrar el 1972 i el 1973, respectivament.
Té el poble de Suterranya com a únic nucli de població de l'antic terme, tot i que les ruïnes trobades en diferents llocs fan pensar que originalment no n'era, d'únic.
Al nord-est del poble, dalt d'un turonet a poc més de 500 metres del poble hi ha la capella romànica de Sant Miquel de Suterranya, on es fa un aplec anual el día 8 de maig, encara que actualment s'ha passat al diumenge més proper a la festa.
Encara més al nord-est (quasi 2 quilòmetres), ja al límit del terme municipal, fronterer amb Orcau (actualment, Isona i Conca Dellà), hi ha les restes de Puigfalconer, un antic poble que s'ha considerat com l'origen de Suterranya.

## Geografia

### Descripció del terme

#### El perímetre

##### Límit amb l'antic terme d'Orcau (Isona i Conca Dellà)

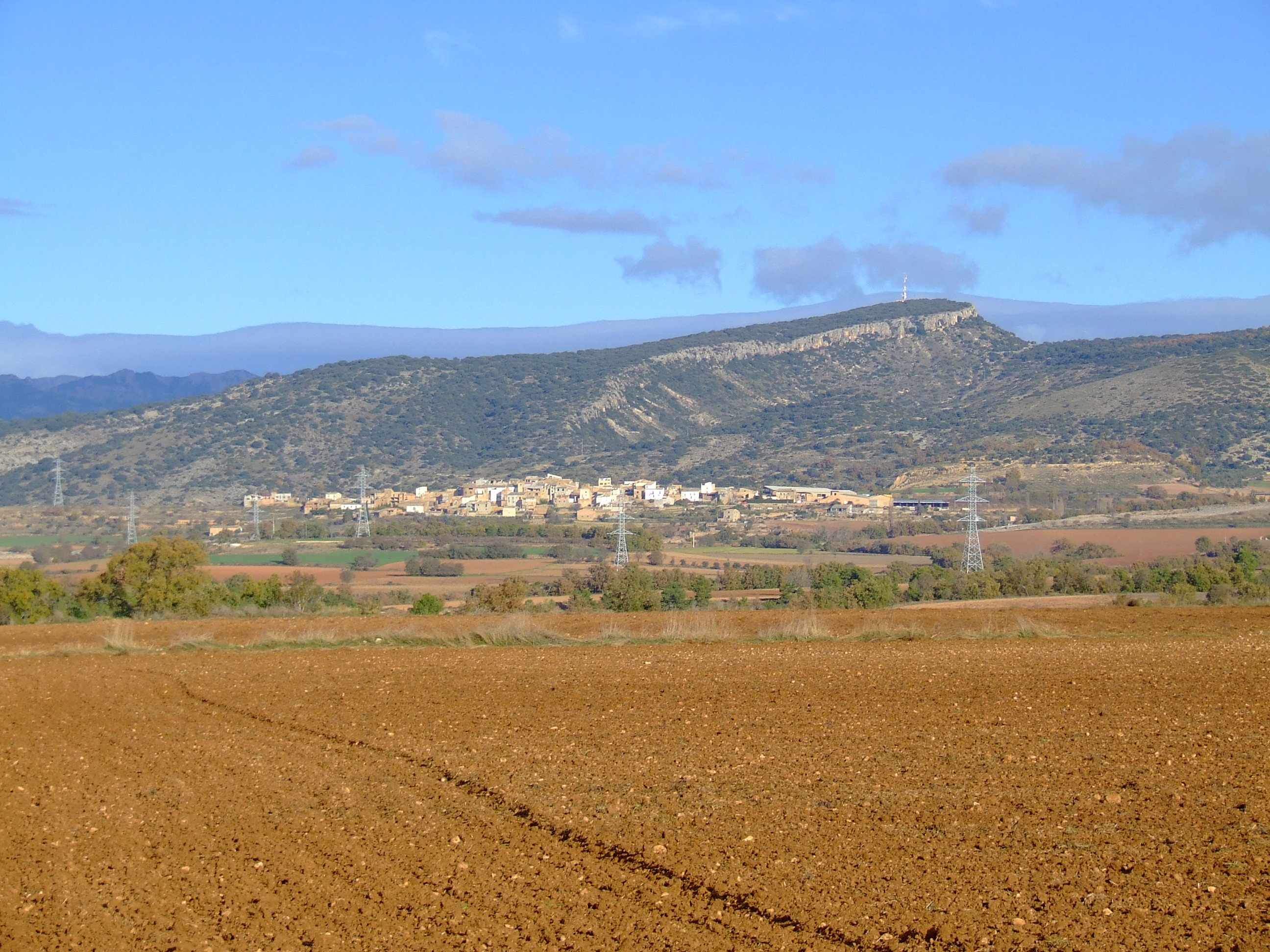
Suterranya des del sud; rere seu, la Serra del Coll

L'extrem nord-est del terme és uns tres-cents metres al nord-est del cim de la Torreta de Suterranya, de 958 m. alt., un dels contraforts meridionals de la Muntanya de Sant Corneli. És, de fet, la capçalera del barranc del Rubiol, damunt del poble de Montesquiu. Des d'aquest lloc, i seguint la direcció sud-sud-oest, gairebé en línia recta la línia del terme actual de Tremp, i antic de Suterranya, fa de límit amb l'actual d'Isona i Conca Dellà i antic d'Orcau. Passa per l'esmentada Torreta de Suterranya, entremig dels dos turons anomenats Puig Falconer (el de la banda de Suterranya conté les ruïnes de l'antic poble d'aquell nom), de 799 m. alt., i continua baixant, sempre en la mateixa direcció, fins a la Costa del Maneu, on torç dap al sud-est per anar a trobar el barranc del Pont de Fusta.
El termenal segueix sempre aquest barranc, fins que s'aboca en el riu d'Abella, prop del Molí de Suterranya, just en el lloc per on passa la carretera comarcal C-1412b en el seu traçat actual. En aquest lloc la línia de terme continua en la mateixa direcció passant pel costat de llevant de Cal Grau, travessa el traçat antic de la mateixa carretera, i arriba al barranc que discorre paral·lel a aquesta antiga carretera. Pel barranc, emprèn la direcció sud-oest, fins que arriba al lloc on troba la carretera local L-912, prop de la Font Blanca. És el punt més al sud de l'antic terme de Suterranya, i es troba a 440 m. alt.

##### Límit amb l'antic terme de Sant Serni (Gavet de la Conca)
En aquest lloc comença el límit amb el terme municipal de Gavet de la Conca, en el seu antic municipi de Sant Serni. El termenal gira 90° cap al nord-oest, el primer tros seguint la mateixa carretera, fins que torna a travessar el riu d'Abella i arriba a la cota 452, a la riba dreta del riu. Torna a inflexionar una mica més de 90°, uns 440 m., fins que torna a girar, ara cap al nord-est en un angle de poc més de 45°. Deixa en terme de Suterranya les cabanes del Baltasar i del Serradell (i la resta, en terme de Gavet de la Conca), fins que a l'alçada d'aquesta darrera cabana, entre ella i la del Calent torna a girar, ara cap al nord-oest, fins que arriba just al sud de la Casa de l'Agustinet.

##### Límit amb l'antic terme de Vilamitjana (Tremp)
En aquest lloc s'acaba el termenal amb Gavet de la Conca, i comença el traçat de l'antic termenal amb Vilamitjana, actualment també integrat en el de Tremp, com Suterranya. Aquest termenal girava 90° cap al nord-est, deixant la partida dels Pous en terme de Suterranya, i al cap de poc inflexionava cap al nord-nord-est, per seguir una línia recta quasi paral·lela al primer termenal descrit. Així, arriba a un turó de 537 m. alt. que hi ha just a ponent de l'extrem del poble de Suterranya, i continua més o menys en la mateixa direcció cap al Serrat d'Enrams i l'extrem sud-est de la Serra del Coll, on torna a trobar l'antic municipi d'Orcau i actual d'Isona i Conca Dellà. En aquest lloc una línia recta cap al nord-est va a trobar el punt inicial de la descripció, passant pel vessant de ponent del cim de la Torreta de Suterranya.
Totes les elevacions del terme són en el seu límit nord. La resta del terme és un pla inclinat de nord-est a sud-oest, amb un sol petit accident orogràfic en el seu interior: el turonet que acull el poble de Suterranya.

### Nuclis de població
| Entitat de població | Habitants |
| ------------------- | --------- |
| Suterranya          | 69        |
| Font: Idescat       |           |

Suterranya és l'únic nucli de població de l'antic terme, però cal esmentar l'antic poble de Puigfalconer, origen de Suterranya, i l'ermita romànica de Sant Miquel.
Entre el poblament dispers de Suterranya, concentrat al sud de l'antic terme municipal, cal esmentar la zona del Molí de Suterranya, on hi ha, a més del molí, Cal Grau, Casa Moliner, Casa l'Antintí i Cal Montoia, a més d'algunes cabanes.
El terme s'estén de nord a sud, des dels contraforts meridionals de la serra de Sant Corneli fins a la vall baixa del riu d'Abella, i ocupa una extensió de 5,61 km². El poble està emplaçat al sector meridional, a una altitud de 552 m., i forma un petit nucli de cases aturonades entorn de l'església parroquial de Sant Serni.

## Història

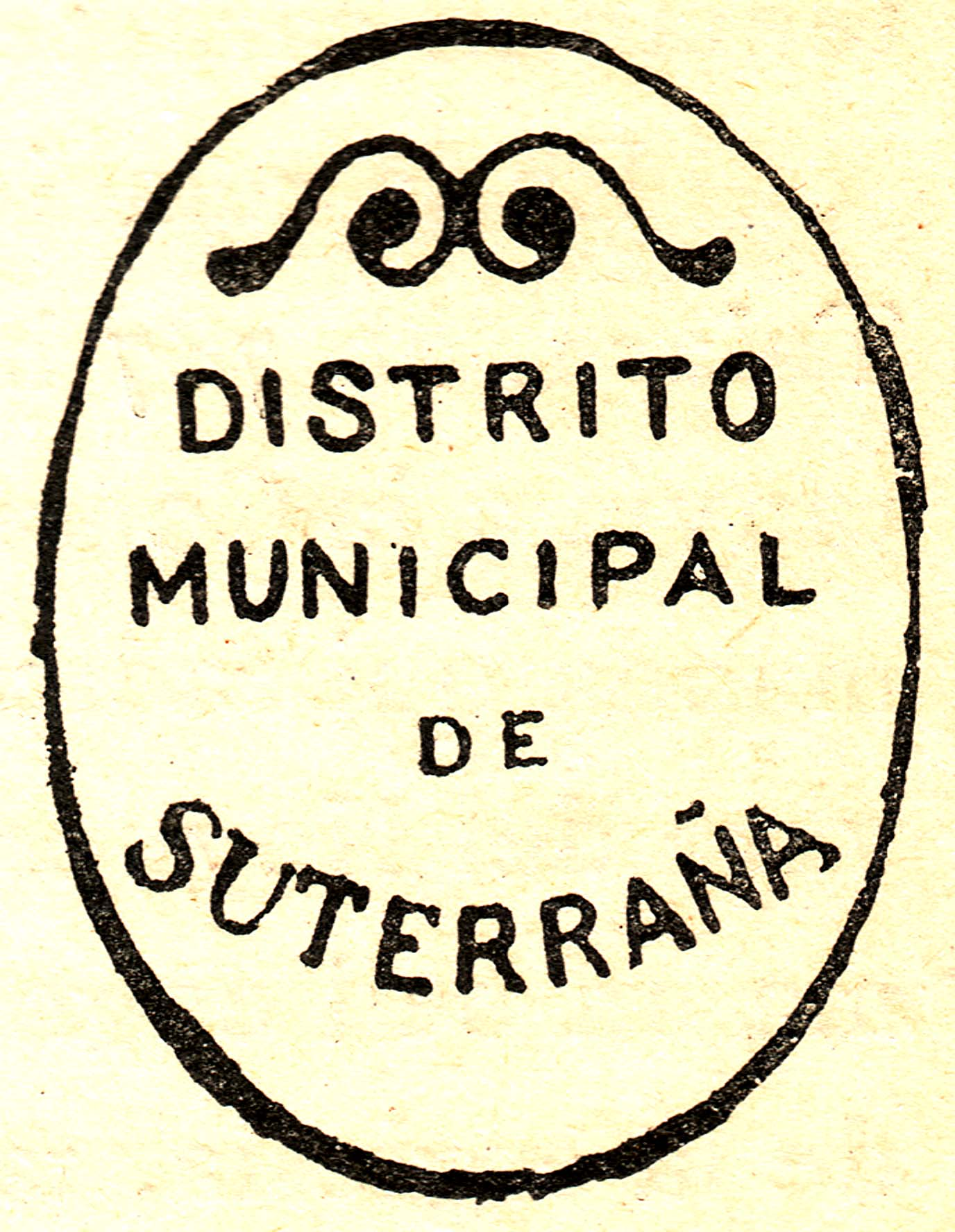
Segell municipal, vers el 1900

La història revela que la parròquia i el terme de Suterranya (Soterrania, en els documents dels segles xiii i xiv) fou una dependència del gran terme del castell d'Orcau, i tingué per senyors els Orcau, els Erill i després els comtes d'Aranda i ducs d'Híxar, que eren els qui nomenaven el batlle.
Als segles xviii i xix hom coneix l'existència d'un molí comunal, dit Molí del Poble. Aquest molí era a la dreta del riu d'Abella, en el mateix emplaçament de l'actual Molí de Suterranya, o molt a prop. És al sud del terme, a prop de la carretera C-1412b.
El lloc era entre el 1833 i el 1840 un bastió carlí, d'on sortien grups que lluitaven contra Tremp i altres punts de la comarca addictes als cristins o liberals. Precisament en aquesta mateixa època Pascual Madoz i els seus col·laboradors conegueren el poble de Suterranya, i l'inclouen amb article propi en el Diccionario geográfico... del 1845. S'hi pot llegir que el terme de Suterranya (per error entrada com a Sutersaña) és muntanyós i pla, fluix i de secà, fent excepció d'uns quants horts regats amb els sobrants de la font del poble. S'hi produeix blat, ordi, vi, oli i una mica de seda i de llana. Hi ha ovelles i cabres, i caça abundant, de conills, llebres i perdius. Es ven a fora vi, i s'importen llegums i blat.

### L'antic ajuntament de Suterranya
L'alcaldia de Suterranya fou exercida, al llarg dels anys, per les persones següents:
- Josep Bonet i Miret (1893)
- Ventura Betran (1895)
- Josep Amella (1898)
- Josep Amorós (1899)

## Llocs d'interès

### Històric
- El poble clos de Suterranya
- Sant Serni de Suterranya
- Sant Miquel de Suterranya
- Antic poble de Puigfalconer
- Ruïnes de Sant Serni de Puigfalconer

### Paisatgístic
- Vistes sobre les dues conques (la Deçà o de Tremp i la Dellà) des de l'ermita de Sant Miquel i des de l'antic poble de Puigfalconer.

## Activitat econòmica
L'activitat econòmica actual es basa en el conreu de cereals i oliveres, i en la ramaderia amb algunes granges. El regadiu aprofita l'aigua d'una séquia construïda el 1918 derivada del pantà de Sant Antoni.
Antigament havia tingut força vinya, i de renom, però es va arruïnar quasi tota amb la fil·loxera, a darreries del segle xix. Actualment en queda, però no en la quantitat d'abans.

## Comunicacions
Suterranya està comunicada a través d'una sola carretera, la LV-5111, del punt quilomètric 54 de la C-1412b, en terme de Tremp, a Suterranya, on arriba en poc menys de 2 quilòmetres. Aquesta darrera carretera, però, travessa l'extrem meridional del terme, entre Figuerola d'Orcau i Vilamitjana.
No passa pel poble cap mitjà públic de transport, llevat del transport escolar organitzat pel Consell Comarcal, que s'enduu els nois i noies de Suterranya cap a l'escola o l'institut de Tremp.